# Haik Thomas Porada
Haik Thomas Porada (* 1972 in Greifswald) ist ein deutscher Historiker und Hochschullehrer.

## Leben
Haik Porada ist in der vorpommerschen Kreisstadt Grimmen aufgewachsen und zur Schule gegangen. Sein frühes Interesse an der Geschichte führte ihn bereits als Schüler in der zweiten Hälfte der 1980er Jahre als Gasthörer an die Ernst-Moritz-Arndt-Universität Greifswald. In diesen Jahren nahm er auch unter Leitung von Peter Herfert an den Ausgrabungen des slawischen Seehandelsplatzes in Ralswiek auf der Insel Rügen teil.
Er gehörte 1989/90 der überparteilichen Bürgerbewegung Aktionsausschuß Vorpommern an, aus der am 28. März 1990 der im Sinne des Parteiengesetzes bei der Volkskammer der DDR registrierte Landesverband Vorpommern (LVP) hervorging. Im LVP war er bis 1991 als Stellvertreter des Präsidenten für die Öffentlichkeitsarbeit zuständig. Nach den ersten freien Kommunalwahlen in der DDR im Mai 1990 oblag ihm die Protokollführung beim Kreis- und Städtetag Vorpommern, der vom Greifswalder Oberbürgermeister Reinhard Glöckner geleitet wurde.
Ab 1991 absolvierte er als Stipendiat der Studentenförderung der Konrad-Adenauer-Stiftung ein Magisterstudium der Geschichte, Skandinavistik und Geographie an der Ernst-Moritz-Arndt-Universität Greifswald, der Philipps-Universität Marburg und der Universität Stockholm. Im September 1993 war er außerdem Stipendiat des Deutschen Historischen Instituts in Rom. 1997 arbeitete er als Wissenschaftliche Hilfskraft am Lehrstuhl für mittelalterliche Geschichte/Hansegeschichte der Universität Greifswald für ein europäisches Projekt zur Digitalisierung und Erforschung der Karten der Schwedischen Landesaufnahme von Pommern (1692–1709) in dänischen, deutschen und schwedischen Archiven und Bibliotheken. Von 1996 bis 1999 war er gemeinsam mit Horst Wernicke und Dirk Schleinert als Berater der Aufbauleitung des Pommerschen Landesmuseums für die Teilkonzeption „Mittelalter“ der Dauerausstellung tätig und in dieser Zeit auch für die Vorbereitung eines Drittmittelantrages für die Teilkonzeption „Natur- und Landeskunde“ verantwortlich. Von 1998 bis 2001 erhielt er ein Stipendium der Graduiertenförderung der Konrad-Adenauer-Stiftung. 2001 wechselte er in Greifswald an den Lehrstuhl für Nordische Geschichte, um im Rahmen eines deutsch-polnischen Kooperationsprojekts ein sachthematisches Archivinventar über die Bestände mit nordischen, baltischen und schwedisch-pommerschen Bezügen im Staatsarchiv Stettin zu erarbeiten.
In dieser Zeit war er im Auftrag der Schwedischen Botschaft in Berlin als Redakteur für die Internetpräsenz „Schwedenstraße“ zuständig, die gemeinsam mit den Bundesländern Mecklenburg-Vorpommern und Brandenburg sowie mehreren Kommunen und Institutionen, u. a. dem Pommerschen Landesmuseum in Greifswald, über einige Jahre betrieben wurde. Auf Initiative der Arbeitsgemeinschaft für pommersche Kirchengeschichte organisierte er gemeinsam mit mehreren Kollegen 1998 auf Schloss Griebenow bei Greifswald eine gut besuchte Vortragsreihe mit dem Titel „750 Jahre Griebenow“ und eine Ausstellung zum Thema „Griebenow in Schwedisch-Pommern“. Im gleichen Jahr arbeitete er an der Ausstellung „Die Alten Schweden. Zur Schwedenzeit in Deutschland“ im Stadtgeschichtlichen Museum „Schabbellhaus“ und der Nikolaikirche in Wismar sowie der zugehörigen Begleitpublikation mit.
Nachdem Porada bereits 1990 Mitglied der Gesellschaft für pommersche Geschichte, Altertumskunde und Kunst e. V. geworden war, gehörte er von 2002 bis 2007 ihrem Vorstand als Beisitzer an. Von 1998 bis 2007 war er als Rezensionsschriftleiter der von diesem Verein herausgegebenen „Baltischen Studien. Pommersche Jahrbücher für Landesgeschichte“ tätig, in dieser Funktion seit 2001 auch Mitglied der Schriftleitung. 2000 leitete er die Gründungsversammlung des Pommerschen Greif e. V. (Verein für pommersche Familien- und Ortsgeschichte). Von 2000 bis 2007 zeichnete er als Redaktionsmitglied für „Pommern. Zeitschrift für Kultur und Geschichte“ verantwortlich. 1999 war er zum Beisitzer im Vorstand der Arbeitsgemeinschaft für pommersche Kirchengeschichte e. V. mit der Funktion eines ehrenamtlichen Kurators für die kirchlichen Archive im Bereich der Pommerschen Evangelischen Kirche berufen worden. Ein Jahr später wurde er zum Geschäftsführer der Arbeitsgemeinschaft ernannt, 2003 zu ihrem stellvertretenden Vorsitzenden gewählt. Dieses Amt übte er bis 2013 aus. 2008/09 war er amtierender Vorsitzender des Vereins, den er von 2005 bis 2012 im Arbeitskreis Deutsche Landeskirchengeschichte, dem Leitungsgremium des Dachverbandes der landeskirchengeschichtlichen Arbeitsgemeinschaften im deutschsprachigen Raum, vertrat. Seit 2007 gehört der dem Redaktionsbeirat der „Zeitschrift für mitteldeutsche Familiengeschichte“ an, seit 2017 dem Wissenschaftlichen Beirat der Redaktion der vom Lehrstuhl für Archivwissenschaft am Historisch-Archivalischen Institut der Nikolaus-Kopernikus-Universität in Thorn herausgegebenen Zeitschrift „Archiwa – Kancelarie – Zbiory“. 2011 erfolgte seine Wahl in den Beirat der Stiftung Mitteldeutscher Kulturrat, 2012–2015 in deren Stiftungsrat als Ratsmitglied für das Herkunftsgebiet Sachsen und 2015–2018 für das Herkunftsgebiet Mecklenburg-Vorpommern.
In den Jahren 1997 bis 2002 hat er an Lehrveranstaltungen zur interdisziplinären Kulturlandschaftsanalyse und Historischen Geographie mitgewirkt, die auf Initiative von Horst Wernicke und Michael Succow von der Greifswalder Universität fakultätsübergreifend in Zusammenarbeit mit den Universitäten Stockholm und Stettin organisiert worden sind. Seit 2002 ist er Wissenschaftlicher Mitarbeiter am Leibniz-Institut für Länderkunde in Leipzig, dem einzigen außeruniversitären Forschungsinstitut für Geographie in der Bundesrepublik Deutschland. Dort leitet er mit der „Landeskundlichen Bestandsaufnahme ausgewählter Kulturlandschaften in Deutschland“ ein Langzeitvorhaben im Bereich der geographischen Forschung und des Wissenstransfers. Im Rahmen einer Kooperation zwischen dem Leibniz-Institut für Länderkunde und der Sächsischen Akademie der Wissenschaften zu Leipzig obliegt ihm die Leitung der Redaktion der Buchreihe „Landschaften in Deutschland“, die 1957 unter dem Titel „Werte der deutschen Heimat“ begründet worden war und zu der seit 2015 ein ergänzender Online-Auftritt mit thematischen Vertiefungen und Exkursionsangeboten gehört. 2002 erfolgte seine Berufung in die Kommission für Landeskunde der Sächsischen Akademie der Wissenschaften zu Leipzig. Seit 2003 vertritt er das Leibniz-Institut für Länderkunde als Sachverständiger in der Kommission für kommunale Namen beim Innenminister des Freistaates Sachsen. 2007 wurde er von seinem Institut als Mitglied in den Arbeitsausschuss Länderzeichen des Normenausschusses Information und Dokumentation (NID) des Deutschen Instituts für Normung (DIN) zur Beratung der Bundes- und Landesministerien entsandt. 2008 erfolgte seine Berufung als Korrespondierendes Mitglied in die Deutsche Akademie für Landeskunde. 2015 wurde er als Beisitzer in den Vorstand des Arbeitskreises für historische Kulturlandschaftsforschung in Mitteleuropa (ARKUM e. V.) gewählt.
Im Jahr 2006 wurde er an der Philosophischen Fakultät der Universität Greifswald mit einer Arbeit zur Fischerei- und Verwaltungsgeschichte Pommerns in der Frühen Neuzeit zum Dr. phil. promoviert.
Porada arbeitete an der lokalen Begleitpublikation für die Wanderausstellung des Deutschen Historischen Museums „Leben nach Luther – eine Kulturgeschichte des evangelischen Pfarrhauses“, die vom 5. September bis 4. Oktober 2015 unter Schirmherrschaft der Bundeskanzlerin Angela Merkel in der Marienkirche zu Grimmen gezeigt wurde, mit. Gemeinsam mit Thomas Förster kuratierte er im Deutschen Meeresmuseum in Stralsund die Sonderausstellung „Bragagna & Zeese. Vom Fischen in der Adria und in der Ostsee/Bragagna e Zeese. Della pesca nel Mar Adriatico e nel Mar Baltico“, bei der im zweiten Halbjahr 2016 Aquarelle und Fotografien von Luigi Divari aus Venedig sowie Exponate des Deutschen Meeresmuseums Stralsund im Vergleich gezeigt wurden.
Im Dezember 2017 wurde er zum Vorsitzenden der Historischen Kommission für Pommern gewählt, zu deren korrespondierendem Mitglied er 2001 und ordentlichem Mitglied 2005 berufen worden war. Bereits von 2009 bis 2013 gehörte er ihrem Vorstand an. Als Vorsitzender der Kommission war er zugleich deren Vertreter in der Mitgliederversammlung des Herder-Instituts für historische Ostmitteleuropaforschung in Marburg an der Lahn. Zur Vorstandswahl 2021 trat er nicht mehr an.
Die Pommersche Landsmannschaft hat ihm am 27. Oktober 2018 in Greifswald den Pommerschen Kulturpreis 2018 verliehen. Die Laudatio hat der Wismarer Stadtarchivar Nils Jörn gehalten.
Am 10. März 2020 wurde Porada zum Honorarprofessor für Historische Geographie in der Fakultät Geistes- und Kulturwissenschaften an der Otto-Friedrich-Universität Bamberg bestellt, nachdem er am dortigen Institut für Geographie bereits seit 2016 einen Lehrauftrag wahrgenommen hatte.

## Forschungsschwerpunkte
Neben der Historischen und Geographischen Landeskunde zählen die interdisziplinäre Kulturlandschaftsanalyse, die Kartographiegeschichte, die Angewandte Historische Geographie und die deutsche Landesgeschichte zu seinen vorrangigen Themenfeldern mit räumlichen Schwerpunkten in Mittel- und Nordosteuropa, vornehmlich im Ostseeraum. Sein besonderes Augenmerk liegt auf dem Wissenstransfer an eine breitere Öffentlichkeit.

## Schriften (Auswahl)
Monographien
- mit Ulrike Reinfeldt: Rügen und Kurland. Der Drucknachlaß Steffenhagen in der Sagarder Kirchenbibliothek (= Schriften der J.-G.-Herder-Bibliothek Siegerland e. V., Band 34). J.-G.-Herder-Bibliothek Siegerland, Siegen 2002, ISBN 3-936355-34-7
- Pommern, Skandinavien und das Baltikum. Sachthematisches Archivinventar zu den frühneuzeitlichen Beständen an Nordica, Baltica und Sueco-Pomeranica im Staatsarchiv Stettin (= Publikationen des Lehrstuhls für Nordische Geschichte an der Ernst-Moritz-Arndt-Universität Greifswald, Band 6). Thomas Helms Verlag, Schwerin 2005. ISBN 978-3-935749-56-5
- Das pommersche Bergwerk. Die Bodden, Haffe und Strandseen Pommerns in der fürstlichen Herrschaftspraxis vom 15. bis zum frühen 17. Jahrhundert (= Beiträge zur pommerschen Landes-, Kirchen- und Kunstgeschichte, Band 13). Thomas Helms Verlag, Schwerin 2009. ISBN 978-3-940207-48-7
- mit Sabine Bock: Bistum und Hochstift Cammin: 38. Jahrestagung der Arbeitsgemeinschaft für pommersche Kirchengeschichte e. V., 24. bis 28. August 2011. Exkursionsführer. Thomas Helms Verlag, Schwerin 2011.

(Mit-)Herausgeberschaft
- Beiträge zur Geschichte Vorpommerns. Die Demminer Kolloquien 1985–1994. Im Auftrag der Abteilung Vorpommern der Gesellschaft für pommersche Geschichte, Altertumskunde und Kunst e. V. Thomas Helms Verlag, Schwerin 1997, ISBN 978-3-931185-11-4
- mit Ivo Asmus und Dirk Schleinert (Hrsg.): Geographische und historische Beiträge zur Landeskunde Pommerns. Eginhard Wegner zum 80. Geburtstag (= Greifswalder Geographischen Arbeiten. Wissenschaftliche Beiträge des Geographischen Institutes der Ernst-Moritz-Arndt-Universität, Sonderband). Thomas Helms Verlag, Schwerin 1998, ISBN 978-3-931185-48-0
- Die Liegenschaften der Stadt Stettin. Carl Friedrich Meyers Text und Karte aus dem Jahre 1892 (= Stettiner Hefte, Nr. 12). Historischer Arbeitskreis Stettin, Kiel 2004.
- mit Günther Schönfelder und Frauke Gränitz (Hrsg.): Bitterfeld und das untere Muldetal. Eine landeskundliche Bestandsaufnahme im Raum Bitterfeld, Wolfen, Jeßnitz, Raguhn, Gräfenhainichen und Brehna. Wissenschaftliche Bearbeitung unter Leitung von Günther Schönfelder (= Landschaften in Deutschland. Werte der deutschen Heimat, Band 66). Böhlau Verlag, Köln u. a. 2004, ISBN 3-412-03803-2
- mit Olaf Bastian, Matthias Röder und Ralf-Uwe Syrbe (Hrsg.): Oberlausitzer Heide- und Teichlandschaft. Eine landeskundliche Bestandsaufnahme im Raum Lohsa, Klitten, Großdubrau und Baruth. Wissenschaftliche Bearbeitung unter Leitung von Henriette Joseph und Haik Thomas Porada (= Landschaften in Deutschland. Werte der deutschen Heimat, Band 67). Böhlau Verlag, Köln u. a. 2005, ISBN 978-3-412-08903-0
- mit Henriette Joseph (Hrsg.): Das nördliche Vogtland um Greiz. Eine landeskundliche Bestandsaufnahme im Raum Greiz, Weida, Berga, Triebes, Hohenleuben, Elsterberg, Mylau und Netzschkau. Wissenschaftliche Bearbeitung unter Leitung von Gerhard Hempel (= Landschaften in Deutschland. Werte der deutschen Heimat, Band 68). Böhlau Verlag, Köln u. a. 2006, ISBN 978-3-412-09003-6
- mit Sebastian Kinder (Hrsg.): Brandenburg an der Havel und Umgebung. Eine landeskundliche Bestandsaufnahme im Raum Brandenburg an der Havel, Pritzerbe, Reckahn und Wusterwitz (= Landschaften in Deutschland. Werte der deutschen Heimat, Band 69). Böhlau Verlag, Köln u. a. 2006, ISBN 978-3-412-09103-3
- mit Dietrich Denecke (Hrsg.): Die Darstellung von Städten im Rahmen einer landeskundlichen Erfassung und Übersicht. 50 Jahre „Landschaften in Deutschland. Werte der deutschen Heimat“ (= forum ifl, Band 9). Leibniz-Institut für Länderkunde, Leipzig 2008, ISBN 978-3-86082-062-9
- mit Dietrich Denecke (Hrsg.): Der ländliche Siedlungsraum, als Themenheft (= Berichte zur deutschen Landeskunde, Band 82, Heft 1). Deutsche Akademie für Landeskunde, Leipzig 2008, ISSN 0005-9099
- mit Dietrich Hanspach (Hrsg.): Großenhainer Pflege. Eine landeskundliche Bestandsaufnahme im Raum Großenhain und Radeburg (= Landschaften in Deutschland. Werte der deutschen Heimat, Band 70). Böhlau Verlag, Köln u. a. 2008, ISBN 978-3-412-09706-6
- mit Nils Jörn (Hrsg.): Lebenswelt und Lebenswirklichkeit des Adels im Ostseeraum. Festgabe zum 80. Geburtstag von Bernhard Diestelkamp (Schriften der David-Mevius-Gesellschaft, Band 5). Verlag Dr. Kovač, Hamburg 2009, ISBN 978-3-8300-4600-4
- mit Günther Schönfelder und Frauke Gränitz (Hrsg.): Bitterfeld und das untere Muldetal. Eine landeskundliche Bestandsaufnahme im Raum Bitterfeld, Wolfen, Jeßnitz, Raguhn, Gräfenhainichen und Brehna (Landschaften in Deutschland. Werte der deutschen Heimat, Band 66). Böhlau Verlag, Köln u. a. 2009. Zweite, verbesserte Aufl., ISBN 978-3-412-03803-8
- mit Dietrich Denecke (Hrsg.): Die Erfassung und Darstellung von Siedlungsraum, Siedlung und Bausubstanz in der landeskundlichen Bestandsaufnahme (forum ifl, Band 12). Leibniz-Institut für Länderkunde, Leipzig 2009, ISBN 978-3-86082-068-1
- mit Konrad Billwitz (Hrsg.): Die Halbinsel Fischland, Darß, Zingst und Barth mit Umland. Eine landeskundliche Bestandsaufnahme im Raum Wustrow, Prerow, Zingst und Barth (= Landschaften in Deutschland. Werte der deutschen Heimat, Band 71). Böhlau Verlag, Köln u. a. 2009, ISBN 978-3-412-09806-3
- mit Vera Denzer und Stefan Klotz (Hrsg.): Die historisch-landeskundliche Bestandsaufnahme und Darstellung von Gewässern und Gewässernutzungen (= forum ifl, Band 15). Leibniz-Institut für Länderkunde, Leipzig 2011, ISBN 978-3-86082-077-3
- mit Vera Denzer, Anne Dietrich, Matthias Hardt und Winfried Schenk (Hrsg.): Homogenisierung und Diversifizierung von Kulturlandschaften, hg. für den Arbeitskreis für historische Kulturlandschaftsforschung in Mitteleuropa ARKUM e. V. (= Siedlungsforschung. Archäologie. Geschichte. Geographie, Band 29). Selbstverlag ARKUM e. V., Bonn 2011, ISSN 0175-0046
- mit Thomas Steensen und Albert Panten (Hrsg.): Eiderstedt. Eine landeskundliche Bestandsaufnahme im Raum St. Peter-Ording, Garding, Tönning und Friedrichstadt (Landschaften in Deutschland. Werte der deutschen Heimat, Band 72). Böhlau Verlag, Köln u. a. 2013, ISBN 978-3-412-09906-0
- mit Vera Denzer und Stefan Klotz (Hrsg.): Landeskunde, Environmental History, Landschaftsökologie, als Themenheft (= Berichte. Geographie und Landeskunde, Band 87, Heft 3). Leibniz-Institut für Länderkunde, Leipzig 2013, ISSN 0005-9099
- mit Michael Lissok (Hrsg.): Christi Ehr vnd gemeinen Nutzen willig zu fodern vnd zu schützen. Beiträge zur Kirchen-, Kunst- und Landesgeschichte Pommerns und des Ostseeraums. Festschrift für Norbert Buske (= Beiträge zur pommerschen Landes-, Kirchen- und Kunstgeschichte, Band 18). Thomas Helms Verlag, Schwerin 2014, ISBN 978-3-940207-82-1
- mit Vera Denzer und Andreas Dix (Hrsg.): Leipzig. Eine landeskundliche Bestandsaufnahme (= Landschaften in Deutschland, Band 78). Böhlau Verlag, Köln u. a. 2015, ISBN 978-3-412-22299-4
- mit Norbert Buske und Wolfgang Schmidt (Hrsg.): Die Marienkirche in Grimmen und ihre Gemeinde. Beiträge zur Kirchengeschichte einer pommerschen Stadt. Verlag Ludwig, Kiel 2015, ISBN 978-3-86935-261-9
- mit Martin Heinze und Winfried Schenk (Hrsg.): Jagdlandschaften in Mitteleuropa. Dietrich Denecke zum 80. Geburtstag (= Siedlungsforschung. Archäologie. Geschichte. Geographie, Band 32). Selbstverlag ARKUM e. V., Bonn 2015, ISSN 0175-0046
- mit Gerd Villwock (Hrsg.): Das Untere Saaletal. Eine landeskundliche Bestandsaufnahme zwischen Halle und Bernburg (= Landschaften in Deutschland. Werte der deutschen Heimat, Band 75). Böhlau Verlag, Köln u. a. 2016, ISBN 978-3-412-22298-7
- mit Jörg Brückner, Dietrich Denecke und Uwe Wegener (Hrsg.): Der Hochharz vom Brocken bis in das nördliche Vorland. Eine landeskundliche Bestandsaufnahme im Raum Bad Harzburg, Wernigerode, St. Andreasberg und Elbingerode (Landschaften in Deutschland. Werte der deutschen Heimat, Band 73). Böhlau Verlag, Köln u. a. 2016, ISBN 978-3-412-20467-9
- mit Sonja Birli, Nils Jörn, Christian Peplow und Dirk Schleinert (Hrsg.): ene vruntlike tohopesate. Beiträge zur Geschichte Pommerns, des Ostseeraums und der Hanse. Festschrift für Horst Wernicke zum 65. Geburtstag (= Schriftenreihe der David-Mevius-Gesellschaft, Band 12). Verlag Dr. Kovač, Hamburg 2016, ISBN 978-3-8300-8799-1
- mit Stefan Klotz und Vera Denzer (Hrsg.): Wald im Spannungsfeld der Interessen. Beiträge vom VI. Werkstattgespräch des Wissenschaftlichen Beirats der Buchreihe „Landschaften in Deutschland“ (= forum ifl, Band 31). Leibniz-Institut für Länderkunde, Leipzig 2016, ISBN 978-3-86082-102-2
- mit Sebastian Kinder (Hrsg.): Das Havelland um Rathenow und Premnitz. Eine landeskundliche Bestandsaufnahme (= Landschaften in Deutschland. Werte der deutschen Heimat, Band 74). Böhlau Verlag, Köln u. a. 2017, ISBN 978-3-412-22297-0
- mit Martin Heinze und Marek Wejwoda (Hrsg.): Das Orlatal und das Plothener Teichgebiet. Eine landeskundliche Bestandsaufnahme im Raum Orlamünde, Ranis, Pößneck, Neustadt/Orla, Triptis, Auma und Zeulenroda (= Landschaften in Deutschland. Werte der deutschen Heimat, Band 76). Böhlau Verlag, Köln u. a. 2017, ISBN 978-3-412-20748-9
- mit Nils Jörn (Hrsg.): Die Historische Kommission für Pommern 1911–2011. Bilanz und Ausblick (= Veröffentlichungen der Historischen Kommission für Pommern, Reihe V: Forschungen zur pommerschen Geschichte, Band 47). Böhlau Verlag, Köln u. a. 2018, ISBN 978-3-412-20931-5
- mit Manfred Großmann und Uwe John (Hrsg.): Der Hainich. Eine landeskundliche Bestandsaufnahme im Raum Mühlhausen, Bad Langensalza, Schlotheim, Mihla und Behringen (= Landschaften in Deutschland. Werte der deutschen Heimat, Band 77). Böhlau Verlag, Köln u. a. 2018, ISBN 978-3-412-22300-7
- mit Ulrich Harteisen, Ansgar Hoppe, Hansjörg Küster, Torsten W. Müller und Gerold Wucherpfennig (Hrsg.): Das Eichsfeld. Eine landeskundliche Bestandsaufnahme (= Landschaften in Deutschland, Band 79). Böhlau Verlag, Wien u. a. 2018, ISBN 978-3-412-22539-1 (Buch), ISBN 978-3-412-50066-5 (E-Book)
- mit Wolfgang Schmidt (Hrsg.): Kirchliches Leben zwischen Trebel und Strelasund. Beiträge zur Geschichte des Kirchspiels und der Synode Grimmen. Verlag Ludwig, Kiel 2019, ISBN 978-3-86935-356-2
- mit Herbert Popp und Klaus Bitzer (Hrsg.): Die Fränkische Schweiz. Traditionsreiche touristische Region in einer Karstlandschaft (= Landschaften in Deutschland, Band 81). Böhlau Verlag, Wien u. a. 2019, ISBN 978-3-412-51535-5 (Buch), ISBN 978-3-412-51536-2 (E-Book)